# Hierocles de Alejandría
Hierocles de Alejandría fue un escritor neoplatónico griego cuya actividad se desarrolló hasta alrededor del año 430.

## Biografía
Estudió con el neoplatónico Plutarco de Atenas a comienzos del siglo V en la ciudad de Atenas, y enseñó algunos años en su ciudad natal. Aparentemente fue exiliado de Alejandría y comenzó a vivir en Constantinopla, donde produjo ofensas por las que fue puesto en prisión y flagelado con crueldad. No hay registros de las causas por las que fue puesto en prisión y flagelado; y las noticias de que fuera por ser un pagano son meras especulaciones.

## Obras
Su única obra completa que ha llegado a nuestros días es el Comentario a los "Versos dorados" de Pitágoras. Hierocles tuvo gran reputación durante la Edad Media y el Renacimiento, y hay numerosas traducciones a varias lenguas europeas. Focio y Estobeo citan y hacen mención de varios otros escritos, en especial uno sobre la Divina providencia y el destino, un tratado consolatorio dedicado a su mecenas, Olimpiodoro el joven. Hierocles argumentó en contra del fatalismo astrológico pues éste se sostiene más en una necesidad irracional que en una necesidad divina, una racional providencia divina. Por el mismo motivo se opuso a la teúrgia y a las prácticas mágicas en cuanto intentos de superar el orden de la divina providencia.
Aunque Hierocles nunca menciona el cristianismo en lo que queda de sus obras, sus escritos han sido considerados un intento de armonización de la tradición religiosa griega y las creencias cristianas que pudo haber encontrado en Constantinopla.
La colección de cerca de 260 sentencias atribuidas a Hierocles y a Philagrius no tiene conexión con Hierocles de Alejandría, pero probablemente sea una compilación más tardía, fundada en dos colecciones anteriores. Se está de acuerdo hoy en día en que los fragmentos de los Elementos de Ética conservados en Estobeo son del estoico llamado Hierocles, un contemporáneo de Epicteto que fue identificado con el fragmento "Hierocles stoicus vir sanctus et gravis" de Aulo Gelio (IX, 5, 8). Esta teoría fue confirmada por el descubrimiento de un papiro.